# نورتویو (میشیگان)
نورتویو (به انگلیسی: Northview) یک منطقهٔ مسکونی در ایالات متحده آمریکا است که در شهرستان کنت، میشیگان واقع شده‌است. نورتویو ۲۸٫۶ کیلومتر مربع مساحت و ۱۴٬۵۴۱ نفر جمعیت دارد و ۲۲۶ متر بالاتر از سطح دریا واقع شده‌است.